# Phong trào nữ quyền

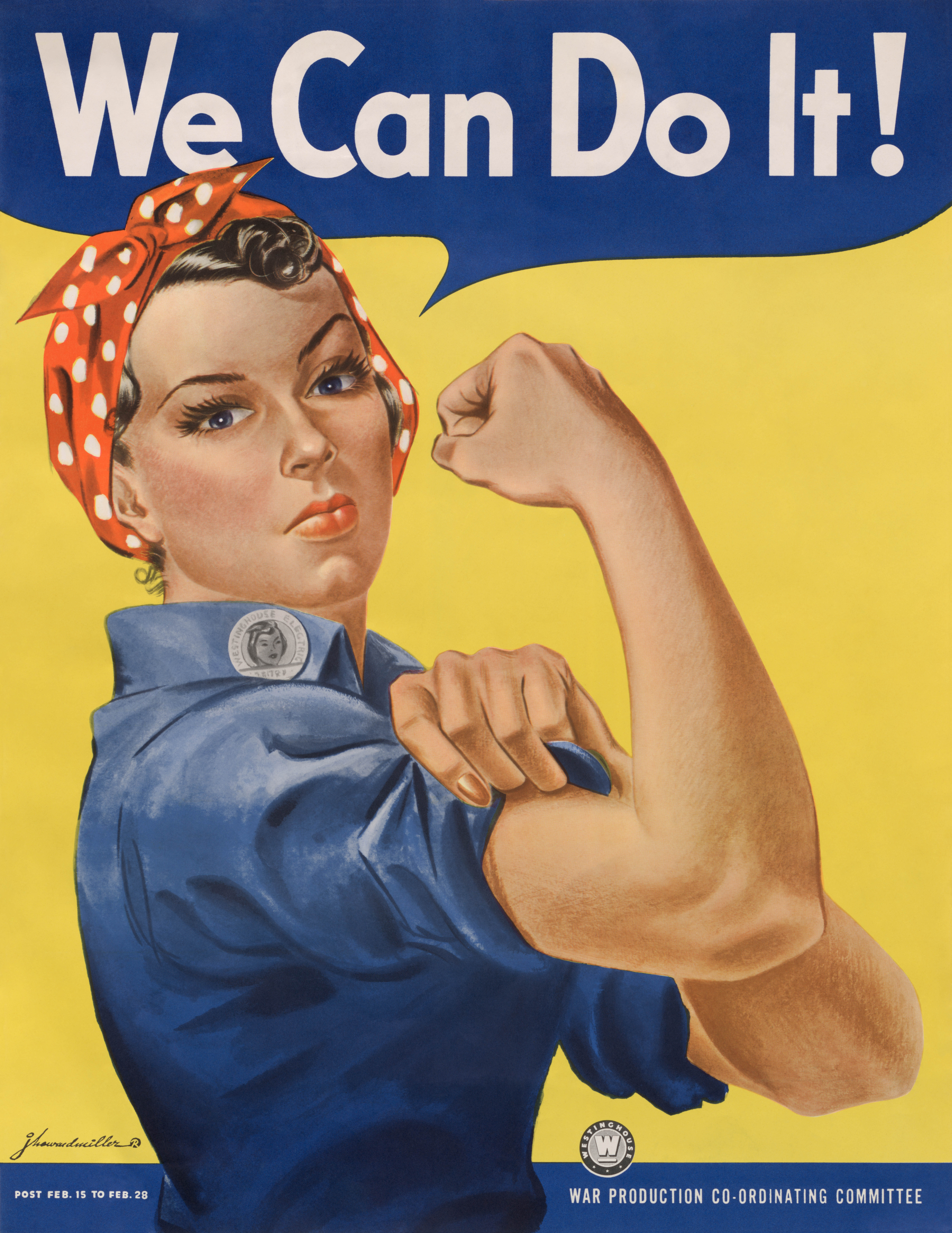
Áp phích tuyên truyền chiến tranh " Chúng ta có thể làm được! " từ năm 1943 đã được tái sử dụng như một biểu tượng của phong trào nữ quyền trong những năm 1980.

Phong trào nữ quyền (còn gọi là phong trào quyền phụ nữ) đề cập đến một loạt các chiến dịch chính trị để cải cách các vấn đề như quyền sinh sản, bạo lực gia đình, nghỉ thai sản, trả lương ngang nhau, quyền bầu cử của phụ nữ, quấy rối tình dục và bạo lực tình dục, tất cả đều thuộc về khái niệm nữ quyền và phong trào nữ quyền. Các ưu tiên của phong trào là khác nhau giữa các quốc gia và cộng đồng, có thể đi từ sự phản đối việc cắt xén bộ phận sinh dục nữ ở một quốc gia, đến sự phản đối trần nhà kính ở một quốc gia khác.
Nữ quyền ở một phần của thế giới phương Tây đã trải qua ba đợt phát triển. Chủ nghĩa nữ quyền làn sóng thứ nhất được định hướng xung quanh quyền lợi của phụ nữ da trắng thuộc tầng lớp trung lưu hoặc thượng lưu và liên quan đến quyền bầu cử và bình đẳng chính trị. Chủ nghĩa nữ quyền làn sóng thứ hai đã cố gắng chống lại sự bất bình đẳng về văn hóa và xã hội. Mặc dù làn sóng nữ quyền đầu tiên chủ yếu liên quan đến phụ nữ da trắng thuộc tầng lớp trung lưu, làn sóng thứ hai mang đến phụ nữ da màu và phụ nữ từ các quốc gia đang phát triển khác đang tìm kiếm sự đoàn kết. Chủ nghĩa nữ quyền làn sóng thứ ba đang tiếp tục giải quyết sự bất bình đẳng về tài chính, xã hội và văn hóa và bao gồm cả chiến dịch đổi mới để có ảnh hưởng lớn hơn của phụ nữ trong chính trị và truyền thông. Phản ứng với hoạt động chính trị, nữ quyền cũng phải duy trì sự tập trung vào quyền sinh sản của phụ nữ, chẳng hạn như quyền phá thai.
Chủ nghĩa nữ quyền ở Trung Quốc bắt đầu từ thế kỷ 20 với Cách mạng Trung Quốc năm 1911. Ở Trung Quốc, nữ quyền có mối liên hệ chặt chẽ với chủ nghĩa xã hội và các vấn đề giai cấp. Một số nhà bình luận tin rằng sự liên kết chặt chẽ này đang gây tổn hại cho nữ quyền Trung Quốc và cho rằng lợi ích của đảng được đặt trước lợi ích của phụ nữ.

## Lịch sử

### Phong trào nữ quyền trong xã hội phương Tây
Chủ nghĩa nữ quyền ở Hoa Kỳ, Canada và một số quốc gia ở Tây Âu đã bị các học giả nữ quyền chia thành ba làn sóng: nữ quyền thứ nhất, thứ hai và thứ ba. Nghiên cứu gần đây (đầu những năm 2010) cho thấy có thể có một làn sóng thứ tư, một phần do các nền tảng truyền thông mới.
Phong trào phụ nữ trở nên phổ biến hơn vào tháng 5 năm 1968 khi phụ nữ bắt đầu đọc lại, một cách rộng rãi hơn, cuốn sách Giới tính thứ hai, được một người bảo vệ quyền phụ nữ, Simone de Beauvoir viết vào năm 1949, (và được dịch sang tiếng Anh lần đầu tiên vào năm 1953; bản dịch sau này năm 2009). Bài viết của De Beauvior giải thích tại sao phụ nữ có tài năng khó thành công. Những trở ngại của liệt kê de Beauvoir bao gồm phụ nữ không có khả năng kiếm được nhiều tiền như đàn ông làm cùng nghề, trách nhiệm gia đình của phụ nữ, xã hội thiếu sự hỗ trợ đối với phụ nữ tài năng và phụ nữ sợ rằng thành công sẽ dẫn đến một người chồng khó chịu hoặc ngăn cản họ tìm kiếm một người chồng. De Beauvoir cũng lập luận rằng người phụ nữ thiếu tham vọng vì đó là cách họ được nuôi dưỡng. Con gái được bảo phải làm theo bổn phận của mẹ, trong khi con trai được bảo vượt quá thành tích của cha. Cùng với những ảnh hưởng khác, công việc của Simone de Beauvoir đã giúp phong trào nữ quyền nổ ra, gây ra sự hình thành của Le Mouference de Libération des Femmes (Phong trào giải phóng phụ nữ). Nhóm phụ nữ quyết tâm này muốn biến những ý tưởng này thành hành động. Những người đóng góp cho Phong trào Giải phóng Phụ nữ bao gồm Simone de Beauvoir, Christiane Rochefort, Christine Delphy và Anne Tristan. Thông qua các hành động, phụ nữ có thể có được một số quyền bình đẳng, ví dụ như quyền được giáo dục, quyền làm việc và quyền bầu cử. Một trong những vấn đề quan trọng nhất mà phong trào Giải phóng Phụ nữ phải đối mặt là cấm phá thai và tránh thai. Những người phụ nữ coi lệnh cấm này là vi phạm quyền của phụ nữ và quyết tâm chống lại nó. Do đó, những người phụ nữ đã tuyên bố là Le Manifeste de 343 có chữ ký của 343 phụ nữ thừa nhận đã phá thai bất hợp pháp. Tuyên bố đã được công bố trên tờ Le Nouvel Observ Nghiệp dư và Le Monde, hai tờ báo của Pháp vào ngày 5 tháng 4 năm 1971. Nhóm đã đạt được hỗ trợ khi xuất bản. Phụ nữ đã nhận được quyền phá thai với việc thông qua Luật Veil năm 1975.